# خوآن پرون
خوآن دومینگو پرون (به اسپانیایی: Juan Domingo Perón‎؛ ۸ اکتبر ۱۸۹۵ – ۱ ژوئیهٔ ۱۹۷۴) ژنرال و سیاستمدار آرژانتینی بود که پس از خدمت در مشاغل مختلف دولتی، از جمله وزیر کار و معاون رئیس‌جمهور، سه بار به عنوان رئیس‌جمهور آرژانتین انتخاب شد. او طی یک کودتای نظامی در سال ۱۹۵۵ از کار برکنار شد. پرون در سال ۱۹۷۳ به قدرت بازگشت و تا پیش از درگذشتش در سال ۱۹۷۴ و جانشینی همسر سومش ایزابل پرون به جای او، شش ماه در قدرت بود.
پرون و همسر دومش اوا نزد بسیاری از مردم آرژانتین محبوبیت گسترده‌ای داشتند و تا به امروز هم چنان به عنوان نماد حزب پرونیست شناخته می‌شوند. پیروان پرون‌ها تلاش‌های آنان را برای محو فقر و تکریم کارگران می ستایند، در حالی که منتقدان، آنها را عوام فریب و دیکتاتور می‌دانند. پرون‌ها نام خود را به جنبش سیاسی شناخته شده به نام پرونیسمو دادند که در آرژانتین امروز عمدتاً به وسیله حزب عدالتخواه نمایندگی می‌شود. از روی زندگی این دو یک تئاتر موزیکال موفق به نام اویتا و یک فیلم به همین نام ساخته شده‌است.

## دوره حکومت

### ارزیابی‌ها
به عقیدهٔ دکتر اورسجی، پس از دوران کشمکش داخلی نظامیان یک سرهنگ کاریزماتیک به نام خوان پرون که در کودتا نقش داشت به تدریج به مقامات بالاتر رسید و قدرت را به دست گرفت. پرون به حسن رفتار و برخورد احترام‌آمیز با نیروهای تحت امر خود شهرت داشت. او منصفانه رفاه و پیشرفت آنها را با جدیت و صمیمیت مورد توجه قرار می‌داد و برای آن بی‌وقفه تلاش و دلسوزی صادقانه می‌کرد. به همین دلیل نیز از حمایت ارتش کودتا و طیف وسیعی از افسران و درجه‌داران جزء برخوردار بود و این امر به او کمک کرد تا در صدر قدرت قرار گیرد. پرون فرد بی‌سوادی نبود و از مقوله رهبران جهانی سومی از قماش افرادی چون صدام حسین و مانند آن به حساب نمی‌آمد که ریشه قدرت آن ها اوباش شهری بوده و خود نیز از زمره سرکردگان آنها به حساب می‌آمدند. او در سال های پیش از جنگ دوم در ایتالیا مأموریت اداری داشت و به همین دلیل نیز عروج حکومت فاشیستی موسولینی و غوغای عوام الناس به حمایت از او را از نزدیک دیده و پسندیده بود. هم چنین بسیار زیر تأثیر برنامه‌های اصلاحات اجتماعی موسولینی و قول‌های او برای بهبود وضع توده‌های و تصحیح روابط درونی جامعه به نفع آنها قرار گرفته بود. او از این شرایط درسهایی گرفت که بعداً مورد استفاده قرار داد. پرون هم چنین افسری بود اهل مطالعه و فکر، اما عمدتاً در حیطه نظامی‌گری و در باب تاریخ نظامی‌گری تألیفات داشت. او با این پس زمینه هنگامی که قدرت را بدست گرفت آتش احساسات قشرها محروم جامعه را برافروخت و همچنین برنامه‌هایی مانند تعیین حداقل دستمزد، تعیین حداکثر تعداد ساعات کار در هفته برای کارگران، توسعه امکانات آموزشی و خدمات اجتماعی را مطرح کرد. در مقابل آن صنعت‌گران بورژوازی نوپا را مورد حمایت قرار داد و از طرف دیگر آنها را در رویاروئی با مشکلات کارگری که زیر نفوذ کمونیستها بود حمایت می‌کرد. شعار خلاصه برنامه‌های او به این نحو جمعبندی می‌شد: «دوبال پرونیسم، عدالت اجتماعی و امداد اجتماعی». به این شعار چاشنی اتحاد ملی و مقابله با نفوذ آمریکا نیز اضافه می‌شد.

## همسران
- اوا پرون